# (1929) Kollaa
(1929) Kollaa (1939 BS) – planetoida z pasa głównego asteroid okrążająca Słońce w ciągu 3,63 lat w średniej odległości 2,36 j.a. Odkryta 20 stycznia 1939 roku.